# De Pol (IJhorst)
De Pol was een havezate in het Nederlandse dorp IJhorst, provincie Overijssel. Oorspronkelijk was het een middeleeuws boerenerf dat in de 17e eeuw het recht van havezate kreeg. Er zijn geen zichtbare restanten van De Pol bewaard gebleven.

## Geschiedenis
Het erve Respers gaat terug tot in de 14e eeuw. In 1368 werd het voor het eerst genoemd, maar dan onder de naam Esphorst: Gysele van Echten beloofde toen op haar sterfbed dat het klooster Dikninge jaarlijks een rente zou ontvangen, afkomstig van de Esphorst. Na haar dood bleef het erve Esphorst in de familie Van Echten.
Het erve Esphorst - ook wel Espers genoemd - was voor de helft een leengoed van de bisschop van Utrecht. Hij beleende in 1394 Egbert van Echten met de Esphorst. In de 15e eeuw kwam de Esphorst terecht bij de familie Sloet: zo werd in 1435 Volkier Sloet door de bisschop met het goed beleend.

### Achterleen
De laatst bekende belening dateert uit 1614, toen de Overijsselse leenkamer - als rechtsopvolger van de bisschop - het erve Espers in leen uitgaf aan Arent Sloet. Overigens had de familie Sloet het erve zelf sinds 1608 in achterleen uitgegeven, waarbij de havezate Tweenijenhuizen als leenkamer fungeerde. Dit achterleen was verstrekt aan Hendrik van Keppel Fox, die vanuit Espers werkte aan de ontginningen rondom IJhorst. Van 1614 tot aan zijn dood in 1628 diende Hendrik tevens als hoogschout in Hasselt. Zijn dochter Wendeltje kreeg in 1630 het achterleen Espers in handen, maar zij overleed al snel en liet het erve na aan haar broer Cornelis van Keppel Fox en diens echtgenote Vreda Amsinck.

### Schuldenlast
Cornelis en Vreda bezwaarden zowel het erve Hogenkamp als Espers - dat voortaan ook wel als Respers bekend zou staan - met zware hypotheken. Waarschijnlijk deden zij dit om het ontginningswerk en de bouw van kalkovens in Kampen te kunnen financieren. Na de dood van Cornelis in 1656 leidden de zo ontstaande schulden tot problemen, want de erfgenamen werden nu belaagd door de schuldeisers. Uiteindelijk kwam het in 1663 tot een openbare verkoop, waarbij de Zwolse burgemeester Gerhard van Raesfelt de nieuwe eigenaar van beide erven werd.

### Havezate
Gerhard van Raesfelt kocht van Christoffel van Voorst tot Averbergen het havezaterecht dat was verbonden aan het huis De Pol in Olst. Hierdoor kon hij in 1668 namens De Pol lid worden van de Ridderschap. Vervolgens kreeg hij in 1670 toestemming van de Staten van Overijssel om dit havezaterecht te verplaatsen van De Pol naar het erve Respers. Overigens nam Respers niet alleen de havezaterechten over van De Pol, maar ook diens naam: Respers zou voortaan ook als De Pol worden aangeduid.
Nadat Gerhard en diens echtgenote waren overleden, verkochten hun drie kinderen de havezate De Pol/Respers en het naastgelegen erve Hogenkamp. De nieuwe eigenaar was hun oom Arend van Raesfelt (†1703). Hij werd in 1680 officieel met De Pol beleend door leenheer Jan Sloet. Ook kreeg Arend, als eigenaar van de havezate De Pol, vanaf 1680 toegang tot de Ridderschap en daarmee de Staten van Overijssel. Hij woonde met zijn gezin overigens in Hasselt.
Oudste zoon Evert Elbert Anthony van Raesfelt (1686-1745) erfde De Pol. Aanvankelijk gebruikte hij De Pol om verschreven te worden voor de Ridderschap. Door zijn huwelijk in 1720 kreeg hij echter de beschikking over de havezate Heemse, waarna hij De Pol verkocht aan zijn broer Adolf Otto. Nu kon ook Adolf Otto aanspraak maken op deelname aan de Ridderschap.
Adolf Otto overleed kinderloos in 1769 en liet De Pol na aan de twee zonen van zijn oudere broer Evert Elbert Anthony. Van hen zou Isaac Reinder nu beleend worden met De Pol, maar hij verkocht de havezate in 1775 weer door.

### Johan Derk van der Capellen tot den Pol
De nieuwe eigenaar in 1775 was Johan Derk van der Capellen, die door Arend Sloet van Tweenijenhuizen met de havezate werd beleend. Voor Johan Derk was De Pol slechts een mogelijkheid om toegang te krijgen tot de Staten van Overijssel om zo zijn idealen als lid van de patriottenbeweging te kunnen verwezenlijken. Zelf woonde hij met zijn gezin vooral in Zwolle en dus niet op De Pol; wel voegde hij de naam van de havezate toe aan zijn naam.
Na zijn overlijden in 1784 kwam De Pol aan zijn dochter Elisabeth. Zij woonde met haar echtgenoot op het huis Appeltern in Gelderland. In 1797 werd De Pol openbaar geveild en Hilbert Albert Poortman werd nu de nieuwe eigenaar.

### Afbraak boerderij
Het goed veranderde enkele malen van eigenaar. In 1850 kochten Albert Hogenkamp en zijn vrouw Lubbigje Steenbergen de oude havezate. Rond 1880 werd het woonhuis deels afgebroken. Alberts kleinkinderen verkochten in 1905 De Pol aan Hilbert van Schot. In 1908 werd de boerderij afgebroken en werd verderop een nieuwe boerderij gebouwd met de naam De Pol.

## Beschrijving
De Pol werd eind 17e eeuw voor slechts twee vuursteden aangeslagen in het haardstedengeld. Het huis zal dus waarschijnlijk niet meer zijn geweest dan een boerderij, eventueel met een aangebouwde herenkamer voor de eigenaar.
Bij de verkoop in 1905 was er sprake van een boerderij met land en het recht van tolheffing. Drie jaar later werd deze boerderij afgebroken. De ruilverkaveling van na de Tweede Wereldoorlog heeft de laatste sporen van De Pol uitgewist.
Ahnem · Den Alerdinck · Arendshorst · Arkelstein · Averbergen · Beerze · Den Berg · Bergentheim · Blankena · Borgele · Boskamp · Boxbergen · Bredenhorst · Buckhorst · Campherbeek · Collendoorn · Den Dam · Dieze · Dingshof · Den Doorn · Hof te Dorth · Eerde · Egede · De Gelder · Gerner · Glinthuis · Gramsbergen · De Groote Scheere · De Grote Weede · De Haere · Haerst · Hagenvoorde · Heemse · Herxen · Hoenlo · Hofstede · 't Hogeholt · Hogenhof · 't Hoogehuis · Junne · Kranenburg · Krijtenberg · De Kuile · Het Laar · Langeveldslo · Leemcule · Luttenberg · Melenhorst · Mennigjeshave · Nijenhuis · Oosterveen · Den Ordel · De Pol (Olst) · De Pol (IJhorst) · Pothof · Rande · Rechteren · Het Reelaer · Rhaan · Rollecate · Rutenberg · Schoonheten · Schuilenburg · Vechterweerd · Velner · Venebrugge · Verborg · Voorst · Vrieswijk · Werkeren · Westerveld · Windesheim · Wittenstein · Wolfshagen · Zuthem